# Transportador de aminoácidos inhibidores vesiculares
El transportador de aminoácidos inhibidor vesicular es una proteína que en los humanos está codificada por el gen SLC32A1.
Este gen codifica una proteína de membrana integral involucrada en el ácido gamma-aminobutírico (GABA) y la captación de glicina en vesículas sinápticas. La proteína codificada es un miembro de la familia de transportadores de aminoácidos/poliaminas II.